# Dickhäuter
Dickhäuter bzw. Pachydermata (von griechisch παχύς, pachys = ‚dick‘ und δέρμα, derma = ‚Haut‘) ist eine veraltete, historische Ordnung der Säugetiere. Der Begriff „Dickhäuter“ wird außerhalb der biologischen Klassifizierung häufig zur Beschreibung von Elefanten, Nashörnern, Tapiren und Flusspferden verwendet.

## Geschichte
Carl von Linné bildete 1758 die Ordnung Belluae, die aus den Gattungen der Pferde (Eqvus), Hippopotamus (Flusspferde), Sus („Schweine“) und Rhinoceros (Nashörner) bestand. 1779 ordnete Johann Friedrich Blumenbach die Elefanten (heute eine Familie) den Belluae zu. Die Belluae charakterisierte er als: „Große, dem Ansehn nach plumpe Thiere mit dicken Füßen, und starkem, aber dünnbehaartem Fell“. Im Jahr 1795 fassten Étienne Geoffroy Saint-Hilaire und Georges Cuvier diese zu den Pachydermata zusammen. Cuvier und Saint-Hilaire schrieben dazu: Cette famille portera dans notre systême le nom de pachydermes (Diese Familie wird in unserem System den Namen Dickhäuter tragen). 1817 fügte Cuvier dieser „Familie“ noch die Pekaris, Schliefer und einige ausgestorbene Formen hinzu. Er definierte die Pachydermata als „nichtwiederkäuende Huftiere“ (animals with hoofs, nonruminants).
Die Pachydermata als „neunte Ordnung“ der Huftiere bestanden aus drei „Gruppen“: den Rüsseltieren (Proboscidea), den Einhufern (Equidae) und den „wahren Dickhäutern“. Zu den „wahren Dickhäutern“ wurden Tiere „mit vier, drei oder zwei Zehen an den Füßen“ (u. a. Schweine, Tapire und Nashörner) gerechnet.
Gegen Ende des 19. Jahrhunderts wurde die Klassifizierung der Dickhäuter aufgegeben. In Meyers Großem Konversations-Lexikon von 1905 steht, dass die Dickhäuter in die Ordnung der Rüsseltiere sowie Schliefer, Flusspferde und Schweine, Nashörner und Tapire aufgelöst wurde.